# Ferdousi Priyabhashini

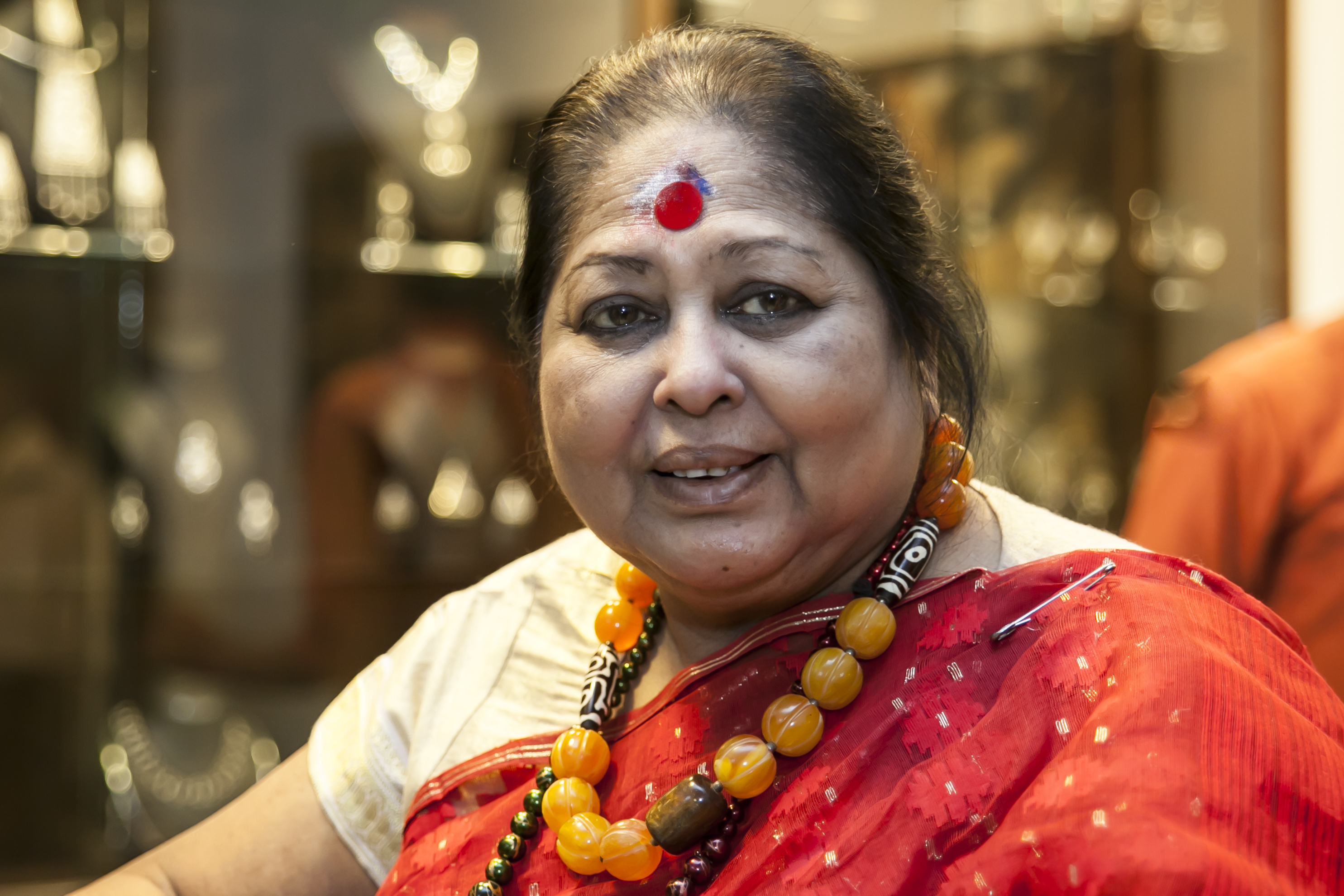
Ferdousi Priyabhashini (2017)

Ferdousi Priyabhashini (bengalisch ফেরদৌসী প্রিয়ভাষিণী Pheradausī Priẏabhāṣiṇī; 19. Februar 1947 in der Division Khulna – 6. März 2018 in Dhaka) war eine Heldin des Bangladesch-Krieges, die sich in ihrem späteren Leben der Bildhauerei zuwandte. Sie wurde 2010 mit dem Shadhinata Padak, dem höchsten zivilen Orden Bangladeschs, ausgezeichnet. 2016 wurde sie eine von 123 anerkannten Freiheitskämpferinnen Bangladeschs.

## Leben
Ferdousi Priyabhashini wurde 1947 im Distrikt Khulna in der Division Khulna als Ferdousi Preeti Bisini geboren. Sie heiratete im Alter von 16 Jahren, später bezeichnete sie diese Verbindung als eine Jugendsünde. Die Ehe hielt acht Jahre. Die Zeit der Trennung und die Zeit des Bangladesch-Krieges fielen eng zusammen. Ferdousi Priyabhashini litt während des Genozids in Bangladesch unter den Grausamkeiten, die die Streitkräfte Pakistans in dieser Zeit begingen. Sie selbst sagte in einem Interview 2015, es habe keine Form der Folter gegeben, die sie nicht erdulden musste. Nach der Unabhängigkeit Bangladeschs gründete Ferdousi Priyabhashini mit einem Angestellten der neuen Regierung, Ahsan Ullah, eine neue Familie.
Ferdousi Priyabhashini lebte von 1984 bis 1988 in Jessore. In dieser Zeit begann sie damit, sich als Bildhauerin zu betätigen. Anfangs arbeitete sie vor allem mit Bambus und anderen Naturmaterialien. Ihr Ziel war es zunächst das eigene Haus zu verschönern. Ihre erste Soloausstellung hatte Ferdousi Priyabhashini 1991 in Jessore. Es folgten zahlreiche weitere Einzelausstellungen in Dhaka, unter anderem 1999 im Nationalmuseum von Bangladesch und 2002, 2004 und 2010 in der Bengal Gallery of Fine Arts.
2014 veröffentlichte Ferdousi Priybhashini eine Autobiografie mit dem Titel Nindito Nandan.